# Chaumont-d'Anjou
Chaumont-d'Anjou era una comuna francesa situada en el departamento de Maine y Loira, de la región de Países del Loira, que el 1 de enero de 2016 pasó a ser una comuna delegada de la comuna nueva de Jarzé-Villages al fusionarse con las comunas de Beauvau, Jarzé y Lué-en-Baugeois.

## Demografía
| Gráfica de evolución demográfica de Chaumont-d'Anjou entre 1800 y 2013 |
|                                                                        |

Los datos demográficos contemplados en este gráfico de la comuna de Chaumont-d'Anjou se han cogido de 1800 a 1999 de la página francesa EHESS/Cassini, y los demás datos de la página del INSEE.